# 박상원
박상원(朴相元, 1959년 4월 5일 ~ )은 대한민국의 배우다.

## 생애
1959년 4월 5일 대구광역시 중구에서 출생하였다. 대구수창국민학교를 졸업하고 인천광역시로 이사하여 인천남중학교와 동산고등학교를 졸업하였다. 1972년 일가족을 따라 개신교(장로회)에 신자로 입문하였으며, 이후 1978년 연극 《불모지》에 출연하며, 배우 활동을 시작하였다. 1978년 서울예술전문대학 연극학과에 진학을 하고 그 해 1979년 뮤지컬 《지저스 크라이스트 슈퍼스타》와 연극 《햄릿》으로 활동을 이어나갔다.
1980년 TBC 동양방송 특채 탤런트에 선발되었다. 이후 1980년 12월 1일 TBC 동양방송이 KBS 한국방송공사에 인수되면서 TBC를 떠나 KBS 한국방송공사에 다시 특채 되었다. 1983년 이후 군에 입대하여 전역한 뒤 1986년 28세에 MBC 문화방송 18기 공채 탤런트로 다시 이전하여 정식 데뷔하게 되었다.
1988년 MBC TV 시리즈 《인간시장》의 주인공 장총찬 역을 찾던 김종학 감독의 눈에 띄어 다른 공채 MBC 탤런트 18기 동기들에 비해 비교적 주연을 빨리 따냈으며, 그 인연으로 김종학 감독의 작품에 자주 출연하였다.
여러 작품에서 주로 시대의 지식인 역할을 많이 맡았다. 엄격한 이미지의 느낌을 주는 드라마였던 《그대 그리고 나》에 출연하였으며, 이후 《태왕사신기》에서 연가려 역을 맡았다. 1991년 영화 《서울 에비타》에 출연하여 영화에도 진출하였지만 그 이후 영화보다는 TV 드라마에 주력했다.
1995년 2월 김수경과 결혼하여 부인과의 사이에 아들 박도현(1995년 출생)과 딸 박지윤(1997년 출생)을 두었다. 2006년부터 2008년까지 《그것이 알고 싶다》의 진행자로도 활약하였다.
현재 모교인 서울예술대학교에서 연극학과 교수로 재직했고 지금은 서울문화재단 이사장직을 맡고있다, 지난날 계원예대에서도 겸임교수 출강했었던 그는 사진가로서의 활동 또한 지속하고 있으며, 그의 계원예대 사진학과 제자로는 연기자 신세휘가 있다.

## 학력
- 1972년 대구수창국민학교 졸업
- 1975년 인천남중학교 졸업
- 1978년 동산고등학교 졸업(27회)
- 1980년 서울예술전문대학 연극과(78학번)
- 1994년 한국방송통신대학교 영어영문학과
- 2010년 상명대학교 디자인대학원 사진영상미디어학과
- 2015년 상명대학교 예술디자인대학원 사진영상미디어학과

## 경력
- 1986년 MBC 18기 공채 탤런트
- 1993년 월드 비전 친선대사
- 1999년 서경대학교 연극영화학과 겸임교수
- 2001년 한국방문의 해 명예 홍보사절
- 2002년 세계박람회(EXPO) 홍보대사
- 2006년 3월 웰컴투코리아시민협의회 홍보위원
- 2006년 3월 서울지방변호사회 명예변호사 위측
- 2006년 6월 세계정보관도서대회 홍보대사
- 2007년 3월 서울특별시 홍보대사
- 2007년 7월 종합부동산세 명예홍보위원
- 2007년 8월 천사 릴레이운동 홍보대사
- 2008년 통영국제음악제 홍보대사
- 2009년 서울예술대학교 연극학과 교수
- 2009년 12월 23일 경남영상위원회 창립 총회 위원장(초대)
- 2011년 동아방송예술대학교 방송연기학과 겸임교수
- 2012년 계원예술대학교 사진예술학과 겸임교수
- 2012년 5월 한국국제협력단 홍보대사
- 2012년 11월 청송군 명예홍보대사
- 2013년 대장경세계문화축제 명예 홍보대사
- 2021년 10월 ~ 서울문화재단 이사장

## 출연작
연극
- 1978년 《불모지》
- 1979년 《햄릿》

뮤지컬
- 1979년 《지저스 크라이스트 슈퍼스타》

영화
- 1991년 《서울, 에비타》
- 1997년 《용병 이반》
- 1997년 《마지막 방위》

텔레비전 시리즈
KBS
- 1997년 《첫사랑》(KBS 2TV) - 대명그룹 전미자 회장 장남 강석진 역
- 2009년 《미워도 다시 한 번 2009》(KBS 2TV) - 이정훈 역
- 2014년 《힐러》(KBS 2TV) - 김문식 역
- 2018년 《하나뿐인 내편》(KBS 2TV) - 왕진국 역
- 2022년 《현재는 아름다워》(KBS 2TV) - 이민호 / 송민호 역
- 2024년 《미녀와 순정남》(KBS 2TV) - 공진택 회장 역

MBC
- 1986년 《전원일기》(MBC) - 농촌지도소 견습원 등을 비롯한 각종 단역
- 1987년 《사랑과 야망》(MBC) - 승객 역
- 1987년 《베스트셀러극장 - 강(江)》(MBC)
- 1988년 《인간시장》(MBC) - 장총찬 역
- 1988년 《우리 읍내》(MBC) - 이 순경 역
- 1989년 《잠들지 않는 나무》(MBC) - 박인범 역
- 1989년 《서울 시나위》(MBC) - 표기태 역
- 1990년 《대원군》(MBC) - 안중근 역
- 1991년 《여명의 눈동자》(MBC) - 장하림 역
- 1992년 《여자의 방》(MBC) - 이진우 역
- 1992년 《마포 무지개》(MBC) - 김준태 역
- 1997년 《그대 그리고 나》(MBC) - 박동규 역
- 1999년 《사랑과 성공》(MBC) - 변호사 강태우 역
- 2000년 《황금시대》(MBC) - 이재훈 역
- 2001년 《가을에 만난 남자》(MBC) - 한수형 역
- 2007년 《태왕사신기》(MBC) - 연가려 역
- 2010년 《황금물고기》(MBC) - 문정호 역
- 2014년 《장미빛 연인들》(MBC) - 이영국 역
- 2015년 《내 딸, 금사월》(MBC) - 오민호 역

SBS
- 1992년 《모래위의 욕망》(SBS) - 태수 역
- 1994년 《도깨비가 간다》(SBS) - 유민상 역
- 1995년 《해빙》(SBS)
- 1995년 《아스팔트 사나이》(SBS)
- 1995년 《모래시계》(SBS) - 강우석 검사 역
- 1998년 《백야 3.98》(SBS) - 최상규 소령 역
- 2001년 《그래도 사랑해》(SBS) - 박기현 역
- 2002년 《대망》(SBS) - 박휘찬 역
- 2003년 《흐르는 강물처럼》(SBS) - 김지헌 역
- 2004년 《토지》(SBS) - 이용 역
- 2009년 《드림》(SBS) - 강경탁 역
- 2011년 ~ 2012년 《내 딸 꽃님이》(SBS) - 구재호 역
- 2012년 《신의》(SBS) - 손유 역

타사
- 1996년 《삼층집 사람들》(HBS 현대방송)
- 2024년 《실버벨이 울리면》(U+모바일tv) - 성낙원 원

텔레비전 프로그램
- 《야! 일요일이다》 - 서울충무국민학교 편 (MBC, 1988년 4월 2일)
- 《퀴즈아카데미》 - 1주년맞이 최강자전 (MBC, 1988년 10월 22일)
- 《연예가중계》(KBS2, 1990년 10월 27일)
- 《토요일 토요일은 즐거워》(MBC, 1991년 4월 20일)
- 《일요일 일요일 밤에》(MBC, 1992년 2월 16일)
- 《즐거운 세상》(MBC, 1992년 4월 27일)
- 《퀴즈여행 달려라 지구촌》(MBC, 1992년 9월 15일)
- 《즐거운 세상》(MBC, 1992년 10월 12일)
- 《노영심의 작은음악회》 - 1주년 특집 (KBS, 1993년 4월 4일)
- 《여러분의 인기가요》(MBC, 1993년 4월 2일, 1993년 1월 7일)
- 《도전 추리특급》(MBC, 1993년 1월 7일)
- 《한밤의 데이트》(MBC, 1994년 11월 16일)
- 《연예가중계》(KBS2, 1994년 12월 1일)
- 《KBS 빅쇼》 - 윤석화 편(KBS2, 1994년 12월 4일)
- 《밤과 음악사이》(KBS2, 1995년 2월 22일/2월 23일)
- 《KBS 빅쇼》 - 윤복희 (KBS1, 1995년 6월 17일)
- 《생방송 아침을 달린다》(KBS2, 1995년 7월 24일)
- 《슈퍼선데이》 - 스타와 만나요(KBS2, 1996년 1월 21일)
- 《KBS 빅쇼》(KBS1, 1996년 4월 13일)
- 《연예가중계》(KBS2, 1996년 8월 22일)
- 《토요일 전원출발》(KBS2, 1996년 12월 7일)
- 《출동 TV산타》(KBS2, 1996년 12월 24일)
- 《박상원의 고향 그리고 어머니》(KBS2, 1997년 2월 7일)
- 《박상원의 아름다운 TV 얼굴》(MBC, 1997년 11월 5일 ~ 2002년 3월 30일)
- 《스타도네이션, 꿈은 이루어진다》(SBS, 2002년 11월 8일 ~ 2004년 1월 31일)
- 《공개수사 실종》(KBS2, 2004년 11월 6일 ~ 2005년 3월 26일)
- 《박상원의 그것이 알고 싶다》(SBS, 2006년 2월 4일 ~ 2008년 2월 23일)
- 《WHY & HOW》(YTN 사이언스) (2012년 2월 13일 ~ 2013년 12월 27일)
- 《댄싱 위드 더 스타 3》(MBC, 2013년 3월 8일 ~ 2013년 6월 7일)
- 《쾌도난마》(채널A, 2013년 8월)
- 《마이 리틀 텔레비전》(MBC, 2016년 6월 4일)
- 《둥지탈출》(tvN, 2017년 7월 15일~2017년 9월 2일)[6]
- 《구조신호 시그널》- MC (TV조선, 2018년 4월 6일 ~ 2019년 3월 31일)
- 《OPAL이 빛나는 밤》 - 고정 출연(2021년 2월 18일)
- 《운탄고도 마을호텔2》(TVN Story, 2023년)

라디오 프로그램
- 2016년 7월 EBS FM 《EBS 책 읽는 라디오 낭독 시리즈》

광고
- 1988년 KB국민카드
- 1988년 에스콰이아 영에이지 심플리트
- 1989년 보령제약 겔포스M
- 1990년 롯데웰푸드 롯데껌
- 1991년 롯데칠성음료 게토레이
- 1991년 한국IBM PS/55
- 1991년 위니아전자 IC팬히터
- 1991년 ~ 1992년 위니아전자 신대우가족 시리즈 (유인촌과 함께 출연)
- 1992년 위니아전자 공기방울세탁기 (신대우가족 - 공기방울이야기 시리즈)
- 1992년 위니아전자 수퍼비전임팩트
- 1994년 일양약품 원비에프
- 1994년 하이트진로 크라운맥주
- 1994년 브랑누아
- 1994년 에이스침대
- 1994년 ~ 2006년 파크랜드 (장동건과 함께 출연)
- 1995년 팬택 씨티맨
- 1995년 공보처 지방의 세계화
- 1995년 경방필백화점
- 1996년 청정원
- 1996년 유승건설
- 1997년 SK텔레콤 디지털 017 (첫 출산 편 - 단독 출연, 무인도 편 - 주용만과 함께 출연)
- 1997년 신세기투자신탁
- 1999년 전자랜드21
- 2000년 롯데건설
- 2000년 한국전력공사
- 2000년 국정홍보처 개혁 편
- 2000년 쌀맛나는 세상
- 2001년 애경산업 퍼펙트하나로
- 2002년 윤선생
- 2002년 ~ 2004년 삼성생명보험
- 2003년 MPS 의료기 (엠피에스)
- 2004년 지플랜 오키즈
- 2007년 AIA생명 첫날부터 입원비보험
- 2007년 롯데웰푸드 롯데자일리톨 알파프로젝트
- 2008년 AIA생명 질병입원비보험, 무사통과실버보험
- 2010년 좋은상조
- 2011년 전라남도청 대한민국통합의학박람회
- 2016년 ~ 2017년 명인제약 이가탄 
  (이선균과 김지호가 함께 출연)
- 2016년 인체조직기증 한국인체조직기증지원본부
- 2019년 라이나생명
- 2021년 드립백 커피 그라시아스 아라비다
- 2023년 웅진헬스원 웅진 오직
- 2023년 수협중앙회, 수협은행 
 (표예진와 함께 출연)
- 2024년 네이처셀 발효홍삼K 
 (엄홍길와 함께 출연)

## 수상 및 후보
| 연도 | 시상식                           | 부문                           | 작품             | 결과 |
| ---- | -------------------------------- | ------------------------------ | ---------------- | ---- |
| 1988 | MBC 연기대상                     | 남자 신인연기상                | 인간시장         | 수상 |
| 1989 | 제25회 백상예술대상              | TV부문 남자 신인연기상         | 인간시장         | 수상 |
| 1991 | MBC 방송대상                     | 대상                           | 여명의 눈동자    | 후보 |
| 1991 | MBC 방송대상                     | 남자 최우수연기상              | 여명의 눈동자    | 후보 |
| 1992 | 제28회 백상예술대상              | TV부문 남자 최우수연기상       | 여명의 눈동자    | 후보 |
| 1992 | 제28회 백상예술대상              | TV부문 남자 인기상             | 여명의 눈동자    | 수상 |
| 1992 | 한국광고대상                     | 모델상                         | 빈칸             | 수상 |
| 1993 | SBS 광고대상                     | 광고모델상                     | 빈칸             | 수상 |
| 1994 | SBS 스타상                       | 드라마부문 남자 우수연기상     | 도깨비가 간다    | 후보 |
| 1995 | 제31회 백상예술대상              | TV부문 남자 최우수연기상       | 모래시계         | 후보 |
| 1995 | SBS 스타상                       | 드라마부문 남자 최우수연기상   | 모래시계         | 수상 |
| 1997 | 제34회 저축의 날                 | 국무총리 표창                  | 빈칸             | 수상 |
| 2001 | 제35회 납세자의 날               | 대통령 표창                    | 빈칸             | 수상 |
| 2001 | MBC 연기대상                     | 남자 최우수연기상              | 가을에 만난 남자 | 후보 |
| 2001 | SBS 연기대상                     | 특별기획부문 남자 연기상       | 그래도 사랑해    | 후보 |
| 2006 | 행정자치부                       | 행정자치부 장관 표창           | 빈칸             | 수상 |
| 2009 | 도쿄 미술관                      | 삭일회상                       | 빈칸             | 수상 |
| 2010 | MBC 연기대상                     | 중견배우부문 황금연기상        | 황금물고기       | 수상 |
| 2013 | 숨은 유공자 정부포상             | 국민 표창                      | 빈칸             | 수상 |
| 2014 | MBC 연기대상                     | 남자 황금연기상                | 장미빛 연인들    | 후보 |
| 2018 | KBS 연기대상                     | 장편드라마부문 남자 우수연기상 | 하나뿐인 내편    | 후보 |
| 2024 | 제102회 어린이날 유공자 정부포상 | 대통령 표창                    | 빈칸             | 수상 |
| 2024 | KBS 연기대상                     | 장편드라마부문 남자 우수연기상 | 미녀와 순정남    | 후보 |

## 트리비아
김종학 감독과 친분을 유지하였으며, 그의 영결식에도 선배 연기자 이순재, 최불암, 김성겸, 심양홍, 백일섭, 한인수, 동료 연기자 김원배, 정승호, 박찬환, 조형기, 김하균, 천호진, 박세준, 김병세, 김세준, 이두일, 이재룡, 후배 연기자 최범호, 조재현, 김상중, 손현주, 손민우, 강석현, 김영호, 박상면, 설경구, 홍일권, 박신양, 이진우, 공형진, 이범수, 이병헌, 임원희, 최성국, 남성진, 임승대, 홍석천, 박재훈, 장동건, 김민종, 유태웅, 이정재, 성낙만, 이주현, 유지태, 심형탁, 이지훈, 조승우, 류승범, 윤시윤, 곽정욱, 오승윤, 이재응, 이민호 등과 함께 참석하였다. 그는 김종학 감독의 사후 인터뷰에서도 김종학 감독을 인생의 스승이자 동반자라고 할 정도로 존경하였다고 하였다.
MBC 탤런트 공채 동기(18기)인 이재훈의 아버지 이용희가 1995년 제1회 지방 선거 시절 민주당 충청북도 도지사 후보로 출마하자 또다른 MBC 탤런트 공채 동기였던 이재룡과 함께 출연료를 받지 않고 이용희 후보 표면 지지 광고의 모델로 나서기도 했다.
《여명의 눈동자》를 끝으로 MBC와 KBS를 모두 떠난 후 한동안 SBS에서 활동해 왔다가 《첫사랑》을 통해 KBS 본격 재진출을 했다.
《용병 이반》으로 스크린에도 복귀를 했지만 흥행, 비평 양쪽에서 모두 실패하는 수모를 겪었다.
2011년 서울특별시의 무상급식 주민투표 참여를 독려하는 1인 시위를 벌여서 화제가 되기도 했다. 이문세, 차인표와 의형제로 지낸다고 할 정도로 남다른 친분을 유지하고 있다. KBS1 2013 희망로드 대장정에 참가하여 가난과 질병으로 고통 받는 지구촌 이웃을 돕기 위해 나서기도 하였다.